# Andrena excellens
Andrena excellens là một loài Hymenoptera trong họ Andrenidae. Loài này được Viereck mô tả khoa học năm 1924.